# راش (آلاباما)
راش (به انگلیسی: Rash) یک منطقهٔ مسکونی در ایالات متحده آمریکا است که در شهرستان جکسون، آلاباما واقع شده‌است. راش ۱۹۶ متر بالاتر از سطح دریا قرار دارد.